# Sluishoofd
Een sluishoofd is de constructie aan het begin en het einde van een schutsluis. Het sluishoofd zorgt voor de stabiliteit en stevigheid van de sluis en bevat de sluisdeuren.
Afhankelijk van het type deuren kunnen de afmetingen van een sluishoofd sterk verschillen. Bij het gebruik van puntdeuren kunnen de afmetingen vrij beperkt zijn omdat alleen het bewegingswerk, tegenwoordig meestal een hydraulische cilinder, hoeft te worden opgenomen. Bij het toepassen van een roldeur is veel meer ruimte nodig omdat een hele kas gebouwd moet worden waar de roldeur in rolt bij een geopende sluis. Een hefdeur heeft wellicht het grootste sluishoofd tot gevolg. Hiervoor moet namelijk aan beide zijden van de sluis een toren worden gebouwd waarin de sluisdeur komt te hangen.
Het sluishoofd moet bestand zijn tegen de horizontale krachten die erop werken vanwege het waterstandsverschil dat over een sluis kan komen te staan. Dit verschil kan enkele decimeters tot meer dan tien meter bedragen. Bij grotere waterstandsverschillen zal getrapt worden geschut of een andere oplossing worden gezocht zoals bijvoorbeeld een scheepslift. Vaak zal een sluishoofd gefundeerd zijn op palen om zo het grote gewicht te kunnen dragen.
Een sluis zorgt voor het kunnen overbruggen van een waterstandsverschil door schepen. Vaak ligt een sluis dus in een rivier naast een stuw waar de scheepvaart niet door of overheen kan. Het bovenstrooms gelegen sluishoofd wordt dan ook wel het bovenhoofd genoemd, het benedenstrooms gelegen hoofd het benedenhoofd. Wanneer het een sluis de overgang vormt tussen binnen- en buitenwater wordt gesproken over een binnen- en buitenhoofd. Het binnenhoofd grenst direct aan het binnenwater en andersom.